# Sri Lanka nos Jogos Olímpicos de Verão de 1988
O Sri Lanka participou dos Jogos Olímpicos de Verão de 1988 em Seul, na Coreia do Sul. Foi a décima participação do país em Jogos Olímpicos de Verão.